# 162
Glej tudi: število 162
162 (CLXII) je bilo navadno leto, ki se je po julijanskem koledarju začelo na četrtek.

## Dogodki
- 1. januar